# Castoridae
Famille
Les Castoridés (Castoridae) constituent une famille ancienne de rongeurs. Ses membres sont en partie éteints, hormis le genre Castor qui rassemble encore deux espèces (le castor d'Europe et le castor du Canada) et quelques sous-espèces encore vivantes au XXIe siècle (après avoir failli s'éteindre au XXe siècle) en raison de la chasse qu'on leur a donné pour leur fourrure et le castoréum.
Cette famille a été décrite pour la première fois en 1820 par le naturaliste allemand Wilhelm Hemprich (1796-1825).

## Histoire paléontologique
Des espèces apparentées aux castors contemporains étaient autrefois et depuis plusieurs dizaines de millions d'années présentes dans presque tout l'hémisphère nord, jusque dans l'actuelle Asie du Sud-Est d'après les fossiles peu à peu identifiés de cette famille.
Durant l'Oligocène et le Miocène précoce vivaient encore 18 espèces de castor fouisseurs éteints, classées en deux lignées diversifiées de Castoridae spécialistes des terriers (Palaeocastorinae et Migmacastorinae). Les témoignages fossile de constructions faites par des animaux (tels que des traces de terriers) sont rares, ce pourquoi des lacunes de connaissance persistent sur l'écologie et l'éthologie de la plupart des espèces anciennes. Les rongeurs fouisseurs semblent n'avoir développé que trois modes distincts de creusement : le creusement au moyen de griffes spécialisées, au moyen de dents en forme de ciseau ou fonctionnant en bras de levier. Quand les crânes dents et squelettes entiers sont disponibles, les paléontologues disposent d'indices morphométriques permettant de déduire certaines aptitudes et comportements de creusement, en particulier chez les Castoridae à partir des formes craniodentaires et par comparaison avec les espèces actuelles.
Certains auteurs supposent qu'après l'extinction des dinosaures (hormis les lignées qui ont donné les oiseaux contemporains), ce sont des changements climatiques vers des habitats plus froids, ou plus secs et/ou plus ouverts qui ont favorisé une diversification des castors fouisseurs.
Le rayonnement ultérieur d'autres espèces de rongeurs sans doute plus adaptés à leur environnement aurait ensuite conduit à l'extinction des castors ne vivant qu'en terrier, alors que les castors rongeurs d'écorce se sont eux parfaitement adaptés aux derniers bouleversements climatiques, jusqu'à ce l'Homme ne les décime  puis les protège (plus ou moins selon les pays et époques).

## Liste des genres
La taxonomie de McKenna et Bell (1997) divisait les Castoridae en deux sous-familles, les Castoroidinae et les Castorinae. Des études plus récentes, ont reconnu deux sous-familles supplémentaires de castoridés basaux, les Agnotocastorinae et les Palaeocastorinae, qui sont suivies ici. Au sein de la famille, Castorinae et Castoroidinae sont des taxons frères ; ils partagent un ancêtre commun plus récent entre eux qu'avec les membres des deux autres sous-familles. Les deux sous-familles comprennent des espèces semi-aquatiques capables de construire des barrages. Les Palaeocastorinae comprennent des castors qui sont interprétés comme fouisseurs, tout comme les nothodipoidins et Migmacastor. La taxonomie suivante est basée sur Korth,, et Rybczynski, la préférence étant donnée à ce dernier lorsque ceux-ci diffèrent. :
- Famille Castoridae
  - †Migmacastor
  - Sous-famille †Agnotocastorinae (paraphylétique)
    - Tribu †Agnotocastorini
      - †Agnotocastor
      - †Neatocastor

    - Tribu †Anchitheriomyini
      - †Anchitheriomys
      - †Propalaeocastor
      - †Oligotheriomys

  - Sous-famille †Palaeocastorinae
    - †Palaeocastor
    - †Capacikala
    - †Pseudopalaeocastor
    - Tribu †Euhapsini
      - †Euhapsis
      - †Fossorcastor

  - Sous-famille †Castoroidinae
    - †Priusaulax (placement chez Castoroidinae discutable)
    - Tribu †Nothodipoidini
      - †Eucastor
      - †Microdipoides
      - †Nothodipoides

    - Tribu †Castoroidini (paraphylétique)
      - †Monosaulax
      - †Prodipoides
      - †Dipoides
      - †Castoroides - Castor géant
      - †Procastoroides

    - Tribu †Trogontheriini
      - †Trogontherium
      - †Boreofiber
      - †Euroxenomys
      - †Youngofiber
      - †Asiacastor

  - Sous-famille Castorinae
    - †Chalicomys (également incorrectement « Palaeomys »)
    - †Steneofiber
    - †Zamolxifiber
    - †Romanofiber
    - †Schreuderia
    - †Sinocastor
    - †Hystricops
    - Castor Linnaeus, 1758 - castor moderne
      - Castor du Canada, Castor canadensis
      - Castor d'Europe, Castor fiber
      - †Castor californicus